# Гней Домиций Афр
Гней Доми́ций Афр (лат. Gnaeus Domitius Afer; умер в 59 году, Рим, Римская империя) — государственный деятель, известный оратор и юрист времён ранней Римской империи, консул-суффект 39 года.

## Биография
Происходил из рода Домициев из г. Немаус (ныне Ним, Франция) из провинции Нарбонская Галлия. Сделал карьеру во времена императора Тиберия. В 25 году становится претором. В 26 году обвинил Клавдию Пульхру, вдову Публия Квинтилия Вара в прелюбодеянии, колдовстве и заговоре против императора. С этого момента активно стал выступать с обвинениями против врагов императоров Тиберия, Калигулы и Клавдия.
В правление императора Калигулы был обвинен в заговоре против последнего, однако Афр сумел в своей речи оправдаться. В 39 году назначается консулом-суфектом (вместе с Авлом Дидием Галлом). В 49 году император Клавдий назначает Домиция Афра куратором водоснабжения Рима. На этой должности он находился и при императоре Нероне. Умер в 59 году от несварения желудка.
Имел многочисленных учеников как среди адвокатов, так и среди ораторов. Из последних самым известным является Квинтилиан, который считал Домиция лучшим тогдашним оратором.

## Творчество
Отмечался многочисленными речами как за так и против обвиняемых. Из наследия Домиция известные речи Pro Cloatilia («За Клотилия»), Pro Voluseno Catulo («За Волусена Катула»), Pro Laelia (За Лелія), Pro Taurinis («За Таврина»), а также книги «О завещаниях», «О свидетелях», «Urbane dicta».